# Sint-Verhaegen

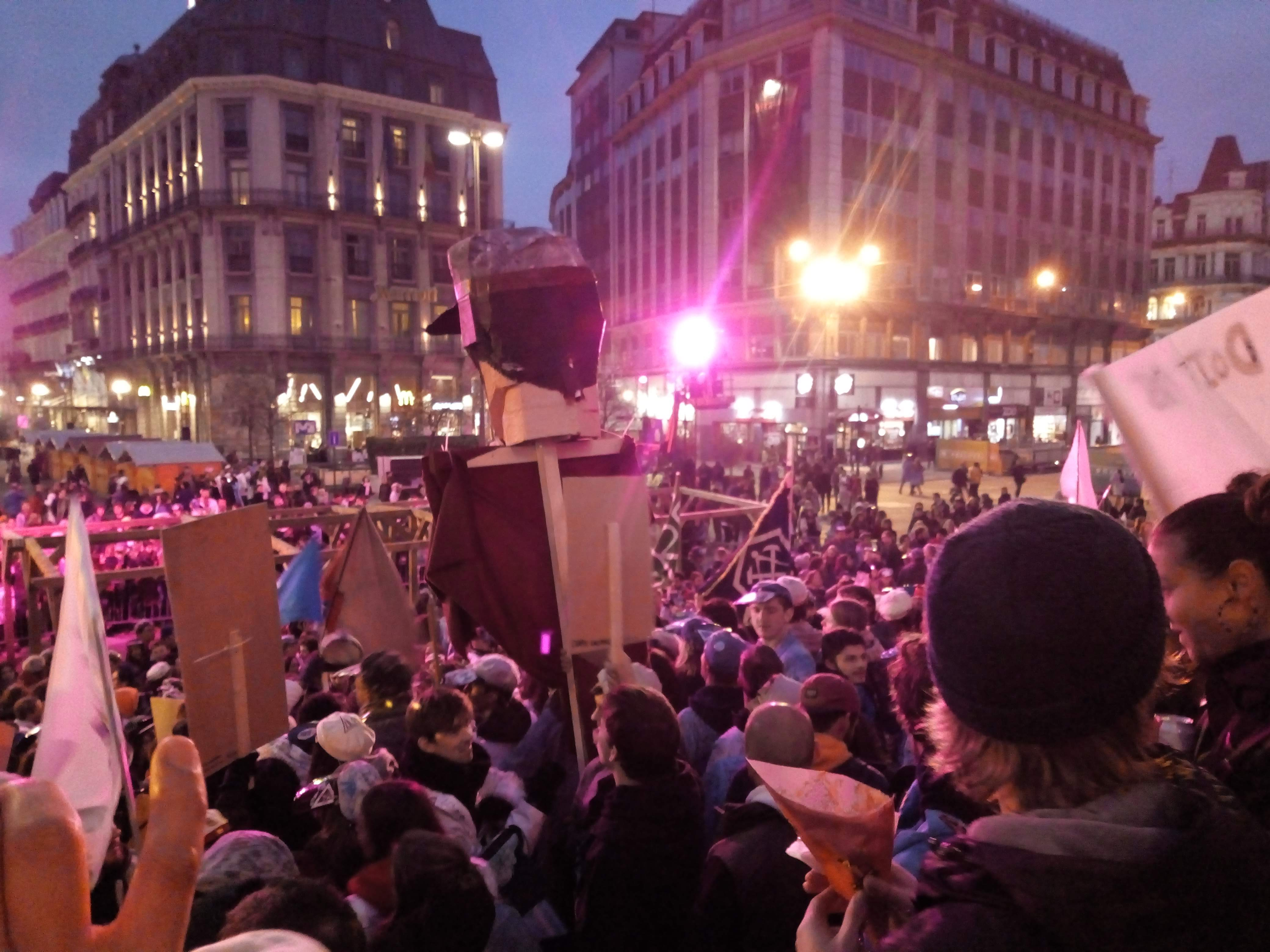
Viering van Sint-Verhaegen aan de Beurs van Brussel

Sint-Verhaegen, (Frans : Saint-Verhaegen) vaak afgekort als St V of St-Vé, is een  Brusselse studentikoze viering waarbij de stichting van de  Université libre de Bruxelles door Pierre-Théodore Verhaegen gevierd wordt. Het evenement wordt jaarlijks op 20 november georganiseerd door het Brussels Studentengenootschap en de Association des Cercles Etudiants en wordt hoofdzakelijk bijgewoond door studenten van de Brusselse Universiteiten VUB en ULB.
De viering ontstond in 1888 als protest tegen de toenmalige academische overheden en is sindsdien uitgegroeid tot een jaarlijkse optocht die de oprichter van de ULB en de waarden van het Vrij onderzoek huldigt. Sinds 1931 heeft Sint-Verhaegen ook ieder jaar een eigen thema (geïllustreerd met een medaille), dat meestal kritisch inspeelt op de actualiteit. Deze thema’s zijn doorgaans gefundeerd op de waarden van de universiteiten, met name de Vrijzinnigheid, het Humanisme en het Antiklerikalisme.
In 2019 werd Sint-Verhaegen opgenomen in de inventaris van het Brussels cultureel immaterieel erfgoed.

## Geschiedenis

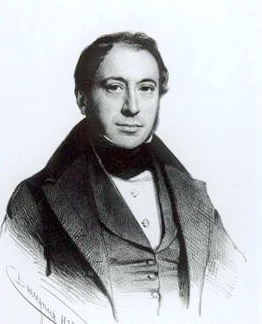
Pierre-Théodore Verhaegen

De Brusselse advocaat en vrijmetselaar Pierre-Théodore Verhaegen stichtte op 20 november 1834 de Université libre de Belgique (later veranderd naar Université libre de Bruxelles) in de Gotische zaal van het Stadhuis van Brussel. Het oprichten van een Vrijzinnig geïnspireerde universiteit was een reactie op het toen door de katholieken overheerste hoger onderwijslandschap. De stichtingsdag van de ULB werd door de instelling al na enkele jaren uitgeroepen tot lesvrije dag, die de oud-studentenorganisatie vanaf 1843 ging gebruiken voor het houden van banketten ter ere van Verhaegen in de plaatselijke cafés. Daarnaast werd er ook een jaarlijks banket gehouden door de academische overheden en het professorenkorps, niet zelden bijgewoond door prominente figuren zoals de Burgemeester van Brussel. Ook binnen de Belgische en Brusselse Vrijmetselarij werden er regelmatig vieringen gehouden op 20 november, waar in enkele uitzonderlijke gevallen zelfs studenten voor werden uitgenodigd. Een specifieke viering voor studenten bestond op dit moment nog niet.

### Ontstaan van Sint-Verhaegen

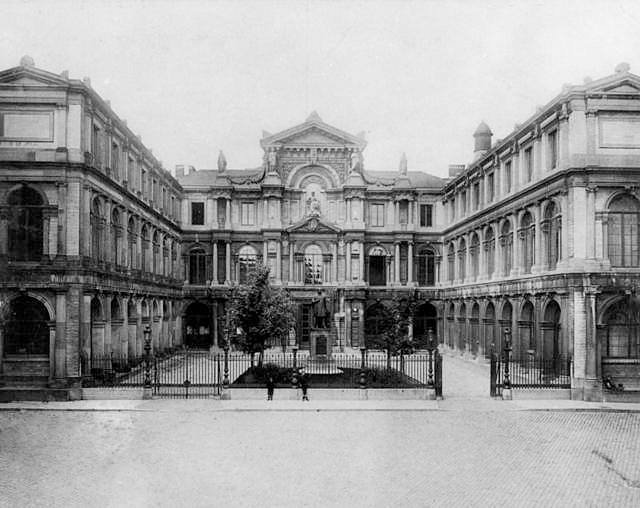
De oorspronkelijke gebouwen van de ULB, waarvoor de eerste Sint-Verhaegen samenkwam

In 1888 begonnen studenten van de lesvrije dag gebruik te maken om zelf iets te organiseren, al was hun verering van Verhaegen veeleer ontstaan als protest dan als viering. Het universiteitsbestuur ULB was in de jaren’ 80 van de 19e eeuw een meer autoritaire, conservatieve en ondemocratische houding aan het aannemen - wat veel studenten zagen als een verloochening van de waarden van stichter Verhaegen. Als reactie op deze gang van zaken besloten zij festiviteiten op te richten ter ere van de in 1862 overleden advocaat en diens waarden. De katholieke pers merkte sarcastisch op dat de studenten Verhaegen tot ‘heilige’ hadden gecanoniseerd. Van dan af begon men te spreken van Sint-Verhaegen.
De eerste Sint-Verhaegenviering vond plaats op 24 november 1888 en werd bijgewoond door 200 van de toen 1400 studenten aan de ULB. De studenten verzamelden aan de stamkroeg Porte Verte (ter hoogte van de Treurenbergstraat 20 ) om vervolgens in stoet en vergezeld van muziek te vertrekken naar het standbeeld van Verhaegen op het binnenplein van de toenmalige universiteitsgebouwen, alwaar redevoeringen werden gehouden door de studenten. Vervolgens trok het gezelschap naar de Begraafplaats van Brussel in Evere om hulde te doen aan de graftombe van Verhaegen, waar een eikenkrans werd achtergelaten. In de namiddag keerden de studenten terug naar de Porte Verte voor een feestmaaltijd vergezeld van theater, om vervolgens - met tussenstop aan Verhaegens standbeeld - binnen te vallen op het festijn van de rector en professoren om daar hun zeg te doen. Op het einde van de avond verspreidden de studenten zich over verschillende Brusselse kroegen waar de festiviteiten werden voortgezet.
De viering groeide uit tot een jaarlijks gebeuren, waar sinds 1890 ook de academische overheden - als reactie waartegen het evenement oorspronkelijk was ontstaan - aan deelnamen. Vier jaar later zouden zij overigens ten dele aan de eisen van de studenten zijn tegemoetgekomen door de waarden van het Vrij onderzoek in haar statuten op te nemen. De basis van de viering bleef de eerste jaren ongeveer hetzelfde: een mix van huldigingen, toespraken en optochten die vaak verliepen in monôme-vorm, waarbij alle studenten - keurig gekleed - op één lijn achter elkaar liepen. Het parcours zou in de eerste decennia echter nog verschillende keren veranderen.

### Sint-Verhaegen in oorlogstijd
Tijdens de bezettingen van Brussel gedurende de Eerste- en Tweede Wereldoorlog kon de Sint-Verhaegenviering niet in normale vorm plaatsvinden. Doch vonden er enkele vieringen plaats tussen 1914-1918 en 1940-1945. In 1916 kwamen in De Panne  58 ULB-studenten samen om een geïmproviseerde St V te vieren, waar vooral ook de gesneuvelde studenten en alumni werden herdacht. 
Ook in 1942 werd in de kuststad een Sint-Verhaegen gehouden, onder studenten die verbleven in ‘’Hotel Rembrandt’’. Brusselse studenten die in Londen verbleven tijdens de oorlog vierden in 1943 ook hier hun stichter op 20 november. Vele studenten bleven echter in Brussel in deze periode en steunden families die getroffen werden door de oorlog door collectes te houden of toe te treden tot het verzet. De ULB opende haar deuren weer op 20 november 1944, al duurde het nog een jaar voor de stoet opnieuw uitging.
Het veroordelen van het Nazisme en Fascisme bleven in de jaren na de oorlog belangrijke thema’s. Gaandeweg begon Sint-Verhaegen ook een feest van de vrede te worden. Verschillende monumenten ter herdenking van gesneuvelde studenten en het verzet werden aangedaan tijdens het formele gedeelte van het evenement. Vroeger werd een ceremonie gehouden aan het Graf van de onbekende soldaat, waarbij een delegatie studenten en academische overheden bloemenkransen kwam leggen, net als bij het graf van Verhaegen. Tegenwoordig gebeurt deze huldiging aan het Ereperk der Gefusilleerden, het monument van Groep G en het graf van de gesneuvelde student Frans Kufferath.

### Praalwagens

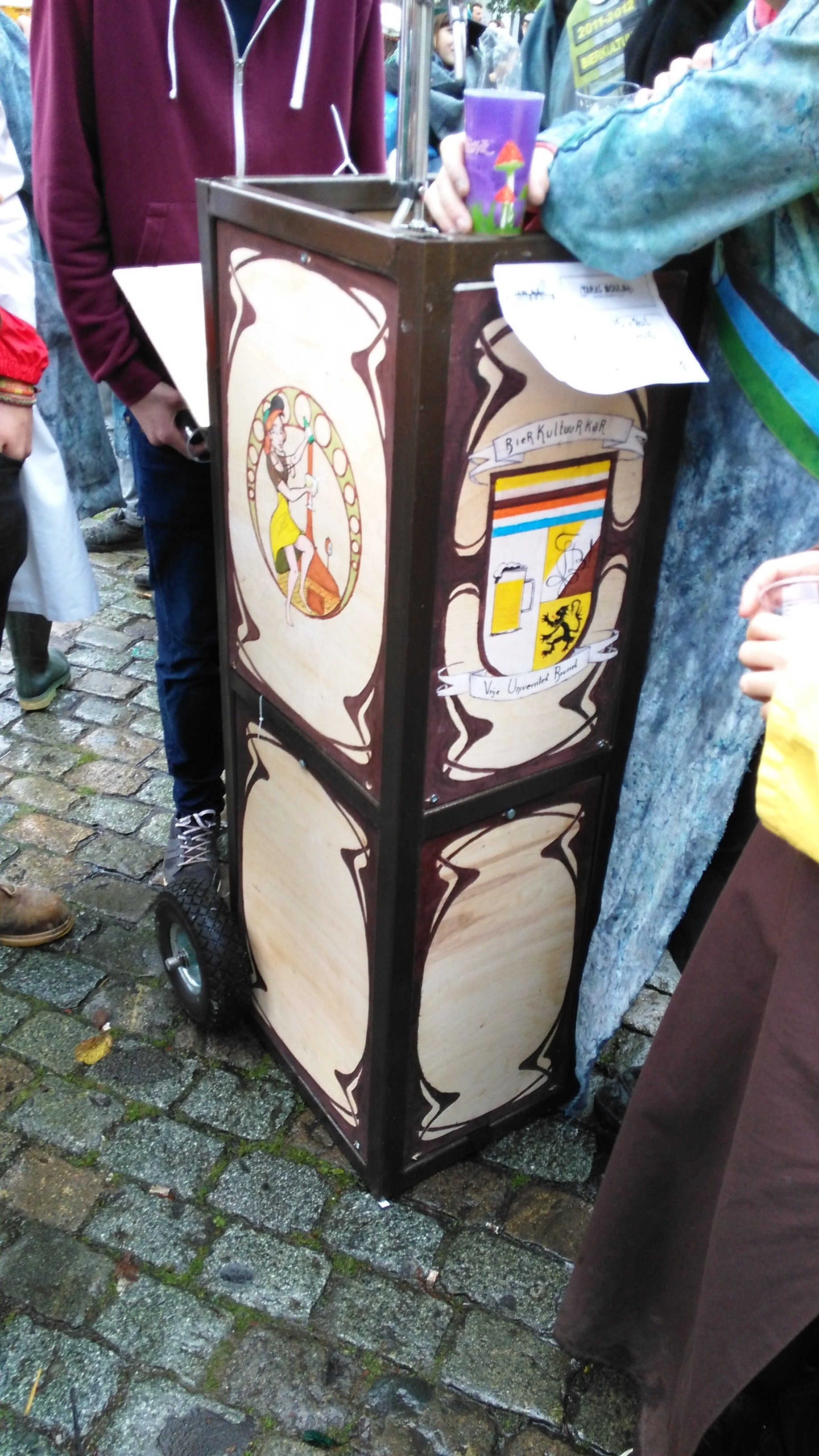
Een kleine kar van studentenvereniging Bierkultuur in de stoet (2016)

Vanaf het interbellum onderging Sint-Verhaegen enkele opmerkelijke transformaties. De stoet voltrok zich vanaf deze periode meer in op de centrale lanen, de Naamsepoort, het Poelaertplein of het de Brouckèreplein. Omstreeks deze periode werd de monôme minder gebruikelijk en deden de eerste praalwagens hun intrede in de feestelijkheden. Deze karren, vaak ‘Chars’ genoemd, werden aanvankelijk getrokken door paarden, later gebeurde dit met versierde vrachtwagens. Vanop deze of ‘Kamions’, zoals ze door de studenten werden genoemd, werd doorgaans ook drank uitgedeeld die via kannen in de bekers van de aanwezige studenten werd gegoten. Sinds 2016 zijn vrachtwagens om veiligheidsredenen echter uit de stoet gehaald, waardoor deze geheel te voet gebeurd. Enkele verenigingen hebben doorheen de jaren ook reuzen gebouwd die nog regelmatig opduiken in de stoet.
De universiteitsgebouwen in het Granvellepaleis (ter hoogte van de huidige Ravensteingalerij) vormden tot de jaren’ 1920 het vertrekpunt van de vieringen rond Sint-Verhaegen. Toen de ULB vanaf 1924 echter verhuisde naar de Solbosch-campus in Elsene groeide de Grote Zavel uit tot het nieuwe hart van de festiviteiten, en het startpunt van de stoet. De keuze voor de Zavel was niet toevallig. De locatie herinnert door de standbeelden van bekende geuzenleiders en het paleis van de Graaf van Egmont aan de 16de-eeuwse geuzenopstand, die een belangrijke rol speelt in de (vooral de Nederlandstalig-) Brusselse studentenfolklore. De voormalige woning van Pierre-Théodore Verhaegen lag bovendien vlak bij de Grote Zavel, op de locatie waar heden het Joods Museum van België gevestigd is.

### Jaarlijkse thema’s en medailles

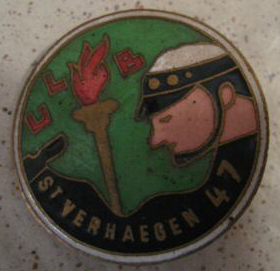
Sint-Verhaegenmedaille uit 1947

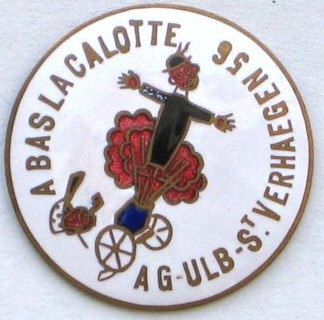
Sint-Verhaegenmedaille uit 1956

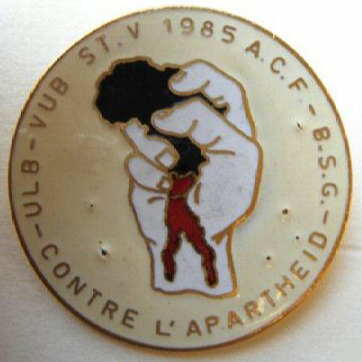
Sint-Verhaegenmedaille uit 1985

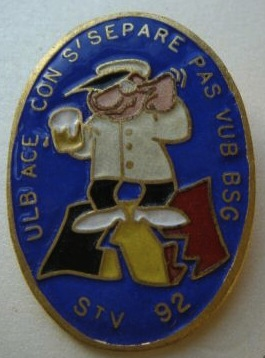
Sint-Verhaegenmedaille uit 1992

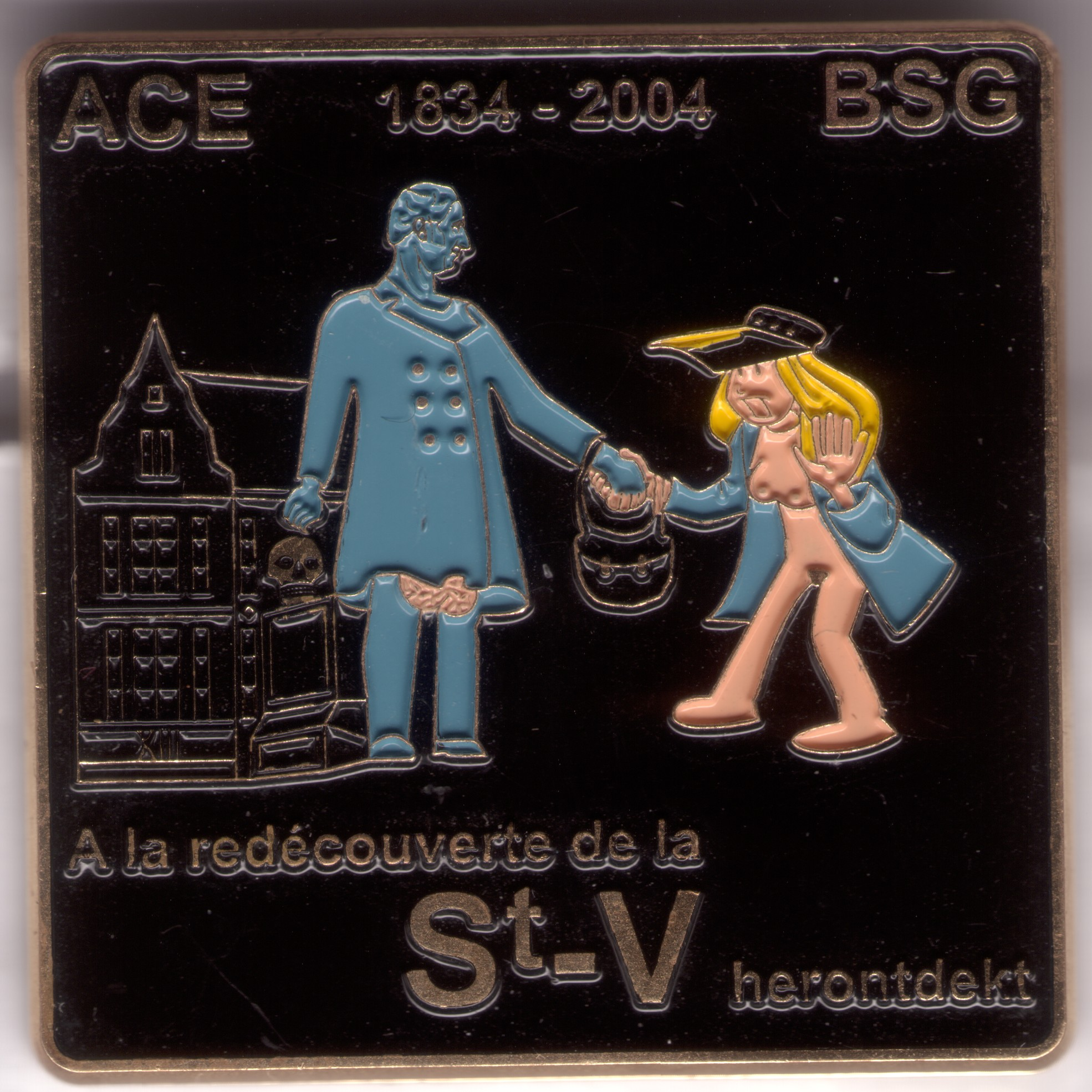
Sint-Verhaegenmedaille uit 2004

Sinds 1931 krijgt Sint-Verhaegen ieder jaar een aangepast thema, dat doorgaans inspeelt op de actualiteit en een vrijzinnige/antiklerikale insteek heeft. Politieke thema’s worden echter evenmin geschuwd, vaak haalden de studenten St-V aan om maatschappelijke problemen, ideologische kwesties en humanitaire crises aan te kaarten. Onder andere het Fascisme, de Schoolstrijd, de staatshervormingen, communautaire breuklijnen, taalpolitiek, abortus, apartheid, mensenrechten, vrijheid van meningsuiting, nationalisme, migratie, terrorisme, klimaatverandering, armoede, extreemrechts, enz. vormden reeds het thema van de viering. 
Het jaarlijks thema komt in de praktijk vaak naar voren in de decoraties van de praalwagens, de feeststandjes op de Zavel en wordt op spandoeken en borden geuit. Vanaf 1938 brengt de organisatie jaarlijks ook een officiële medaille uit, die voorzien is van een vaak expliciete illustratie. Aanvankelijk gebeurde dit door de Association Générale des Etudiants (AGE), later namen de ACE en het BSG deze taak op zich. Voor het ontwerp van de medailles wordt meestal een wedstrijd uitgeschreven, waarbij VUB en ULB-studenten hun ontwerp mogen indienen.
Het gebeurt regelmatig dat verenigingen en individuen ook op eigen initiatief medailles uitbrengen op Sint-Verhaegen die losstaan van het officiële thema. Gezien hun lange traditie en beperkte oplage zijn de medailles bij sommigen uitgegroeid tot begeerde verzamelobjecten. 
 In 1988 werd er ter ere van het 100-jarig bestaan van Sint-Verhaegen door de organisatie zelfs een bordspel uitgebracht, gebaseerd op de medailleontwerpen van de voorgaande jaren.
Een overzicht van de jaarlijkse thema’s sinds 1931:
| Jaar | Thema                                                                                                  | Jaar   | Thema                                                                             |
| ---- | --- | ------ | --------------------------------------------------------------------------------- |
| 1931 | De libertee van de peerdefamille.                                                                      | 1938   | Le fascisme.                                                                      |
| 1946 | Le lauréat.                                                                                            | 1950   | L'incivisme et les fléaux qu'il engendre.                                         |
| 1952 | À bas la calotte. (Noord-Zuidverbinding)                                                               | 1953   | L'amnistie.                                                                       |
| 1954 | Autres temps… autre mœurs.                                                                             | 1955   | In calotta venenum. (de Schoolstrijd).                                            |
| 1956 | La guerre interplanétaire.                                                                             | 1957   | Spoutnik et fusées.                                                               |
| 1958 | La conquête de l'espace. - Expo 58.                                                                    | 1959   | La pensée ne doit jamais se soumettre. (125e verjaardag ULB)                      |
| 1960 | La loi unique et l'austérité qui en découle.                                                           | 1961   | ONU soit qui mal y pense.                                                         |
| 1962 | L'œcuménisme.                                                                                          | 1963   | L'antimilitarisme.                                                                |
| 1964 | St V équestre.                                                                                         | 1965   | Pacem in tenis                                                                    |
| 1966 | L'ULB à la plaine des manœuvres.                                                                       | 1967   | Le St V des Saints.                                                               |
| 1968 | St Volympique.                                                                                         | 1969   | Part(ur)ition de l'U.L.B.                                                         |
| 1970 | l'antipollution.                                                                                       | 1971   | St V Impériale.                                                                   |
| 1972 | Gaston la Gaffe et son 107 (k) water closed.                                                           | 1973   | On en a Plaine le KUL.                                                            |
| 1974 | L'inflation calotante.                                                                                 | 1975   | St V de deuil. (Geen stoet).                                                      |
| 1976 | Le schisme de l'Église.                                                                                | 1977   | La régionalisation.                                                               |
| 1978 | Rencontre du pape.                                                                                     | 1979   | Mille ans de pucelles (Duizendjarig bestaan Brussel).                             |
| 1980 | St V de misère/Ras le bol                                                                              | 1981   | Dépénalisez l'Avortement                                                          |
| 1982 | Allons enfants de l'apathie.                                                                           | 1983   | St V de moutons.                                                                  |
| 1984 | Le Déclin Scientifique. E=CM²                                                                          | 1985   | Contre l'apartheid.                                                               |
| 1986 | l'An Saignant.                                                                                         | 1987 . | Les intégristes aux puces dei                                                     |
| 1988 | Ras-le-bol de Pine… Hochet/Droits de l'Homme/1888-1988 : cent ans de St V.                             | 1989   | Liberté de sex primer.                                                            |
| 1990 | Le pacifisme. Le Koweït interrompu.                                                                    | 1991   | Ça va Zaïre. (Thema ACE-BSG))                                                     |
| 1992 | Con s'separe pas                                                                                       | 1993   | Insanitatis splendor.                                                             |
| 1994 | Ils étaient là. Merci, 50 ans après. (Huldiging verzetsstrijders Groep G).                             | 1995   | En Saignée. (Thema ACE)/Otan savoir. (Thema BSG)                                  |
| 1996 | Démocratie - Pas des mots gratuits.                                                                    | 1997   | L'an pire des médias.                                                             |
| 1998 | L'étroit de l'homme dégradation universelle — Verjaring Mensenrechten                                  | 1999   | Coïto ergo sum.                                                                   |
| 2000 | Débloquons Anvers et contre tout – Hopelijk valt de winter vroeg in Antwerpen.                         | 2001   | God blesse la paix – God, te VREDEn gebracht.                                     |
| 2002 | Catholique Dangereusement Hypocrite – Caloten dood&vrolijk                                             | 2003   | 1888-2003 Arme de protection massive – Let the pope rest.                         |
| 2004 | À la redécouverte de la St V herondekt                                                                 | 2005   | La réunion fait la force.                                                         |
| 2006 | 150 ans de fraternité.                                                                                 | 2007   | Scientia vincere tenebras!                                                        |
| 2008 | La crise de liquidité - Crisis van het (Beurs) klimaat.                                                | 2009   | Niqab ni calotte ? \| Bleu de toi, Rouge de colère                                |
| 2010 | Een gelaten regering… Laissez faire et en rire ?                                                       | 2011   | Noyés dans la médiacrité.                                                         |
| 2012 | Ceci n'est pas une caricature.                                                                         | 2013   | Philippe pour tous. Waar is Laurent ?                                             |
| 2014 | Guerres dans le monde 100 Guerre mondiale - Wereld in oorlog, geen wereldoorlog?                       | 2015   | #ToutEstOublié - Vergeten en vergeven. (Geen stoet)                               |
| 2016 | Sortie d’urgence, virez à droite - Indien nood, keer naar rechts.                                      | 2017   | Asiel voor de migrants, opkuisen les gouvernements.                               |
| 2018 | Librex bafoué, universités engagées? - Recht staan in plaats van ondergaan.                            | 2019   | Minderbedeeld of minder verdeeld, citoyens invisibles et gouvernements nuisibles. |
| 2020 | Met afstand maar niet afstandelijk, confiné·e·s mais pas aveuglé·e·s                                   | 2021   | Libre de détruire mais pas d’accueillir. Uitstoot toegestaan, grenzen toegedaan   |
| 2022 | Baar uw wetten zonder het aborteren van onze rechten - Accouchez vos lois sans avortez pas nos droits. | 2023   | «Accrochez-vous» c'est bien - Ons financieren is beter!                           |

## Verloop
Sint-Verhaegen vindt meestal plaats op 20 november, behalve wanneer deze datum in het weekend valt, dan wordt het evenement iets vroeger georganiseerd. De feestelijkheden bestaan uit twee delen een formeel (ook wel 'officieel' genoemd) gedeelte en een folkloristisch, studentikoos gedeelte. De vieringen worden voornamelijk bijgewoond door Brusselse studenten, maar het gebeurt dat ook delegaties van andere universiteiten afzakken naar de hoofdstad om zich in het feestgedruis te mengen. Het gebeurde vroeger zelfs dat studenten van buitenlandse universiteiten of voorname gasten werden uitgenodigd. In 1909 zou zelfs Henri Poincaré een voordracht gedaan hebben op St-V.

### Formeel gedeelte

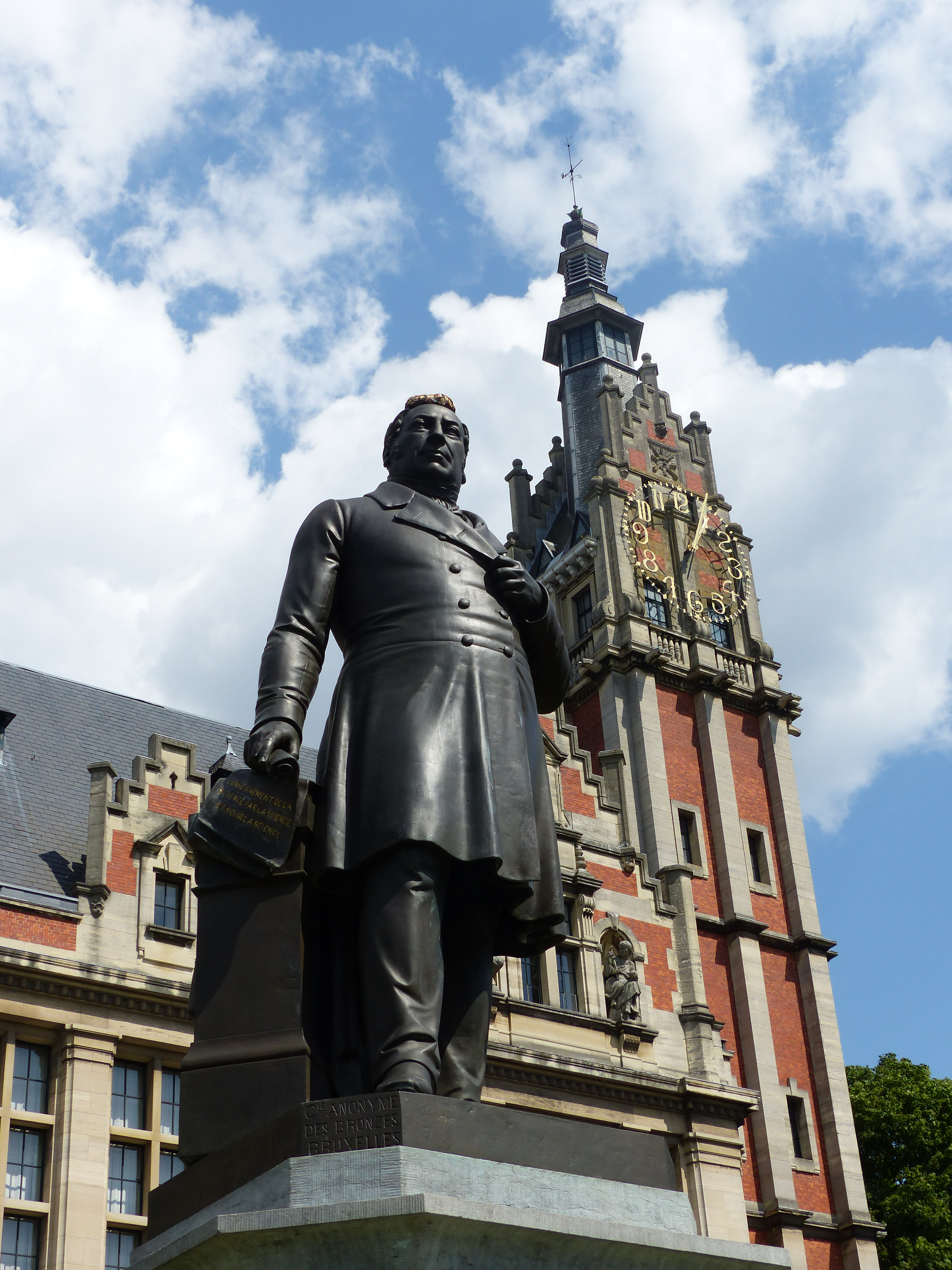
Het standbeeld van Pierre Théodore Verhaegen op de ULB-campus Solbos

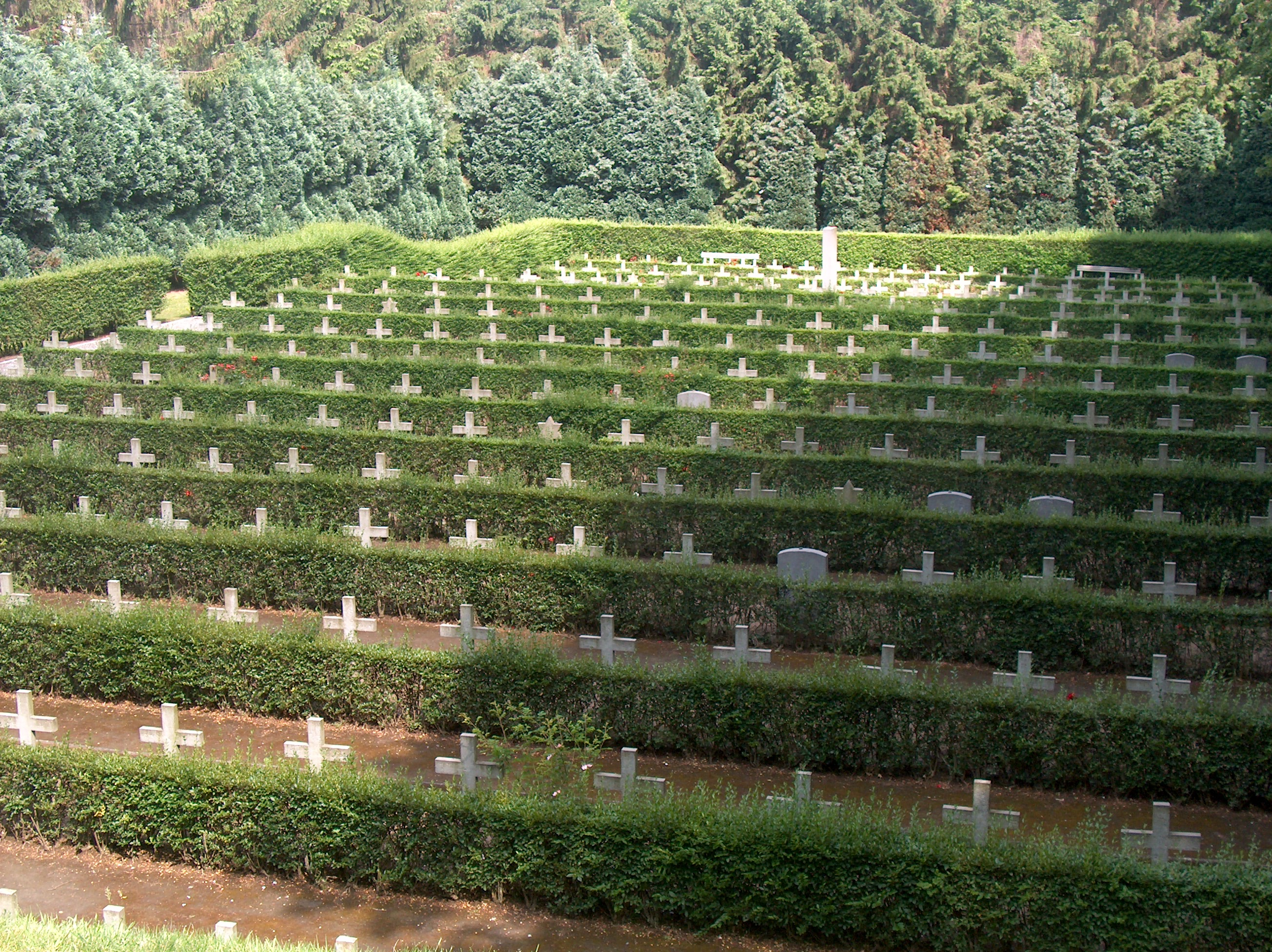
Het ereperk der gefusilleerden wordt ieder jaar bezocht op St-V

Het formele gedeelte van Sint-Verhaegen vindt steeds plaats in de voormiddag van de viering en wordt traditioneel bijgewoond in beperkte kring, bestaande uit de rectoren van de VUB en ULB, de Burgemeester van Brussel, voorzitters van de studentenorganisaties, professoren en oud-studenten.
De gasten vertrekken in de ochtend per bus naar de Nationale Schietbaan, waar een bloemenkrans wordt voorgelegd aan het ereperk voor de 18 studenten die hier in de Tweede Wereldoorlog werden gefusilleerd. Vervolgens wordt het graf van Pierre-Théodore Verhaegen bezocht op de Begraafplaats van Brussel, waar eveneens een krans wordt achtergelaten aan het graf van de gesneuvelde student Frans Kufferath. Hierna trekt het gezelschap richting de ULB-Campus Solbosch. Hier vinden huldes plaats voor het monument van de door ULB-studenten opgerichte verzetsgroep Groep G, voor de gedenkplaats van de slachtoffers van de barbarij en aan het standbeeld van Verhaegen (het oorspronkelijke beeld dat vroeger voor het Granvellepaleis stond). Afhankelijk van het jaar worden ook andere herdenkplaatsen aangedaan.
Rond de middag trekt de delegatie naar het Stadhuis van Brussel waar er in de Gotische zaal verschillende toespraken plaatsvinden. Doorgaans wordt er gesproken door de burgemeester, de rectoren van beide universiteiten en de voorzitters van het Brussels Studentengenootschap,de Association des Cercles Etudiants, studiekring Vrij onderzoek, librex en de oud-studentenorganisaties OSB & UAE. Daarnaast wordt ook het woord gelaten aan de grootmeester nationaal van het Grootoosten van België. De toespraken spelen doorgaans in op het jaarlijkse thema van St-V, en/of de actualiteit van het ogenblik. Gewoonlijk worden hier ter afsluiting ook de traditionele studentenliederen ‘Het Lied van Geen Taal’ en ‘Le Semeur’ gezongen.
Na aansluitende receptie trekken de gasten doorgaans naar de Zavel om zich bij de studenten aldaar te vervoegen.

### Folkloristisch gedeelte

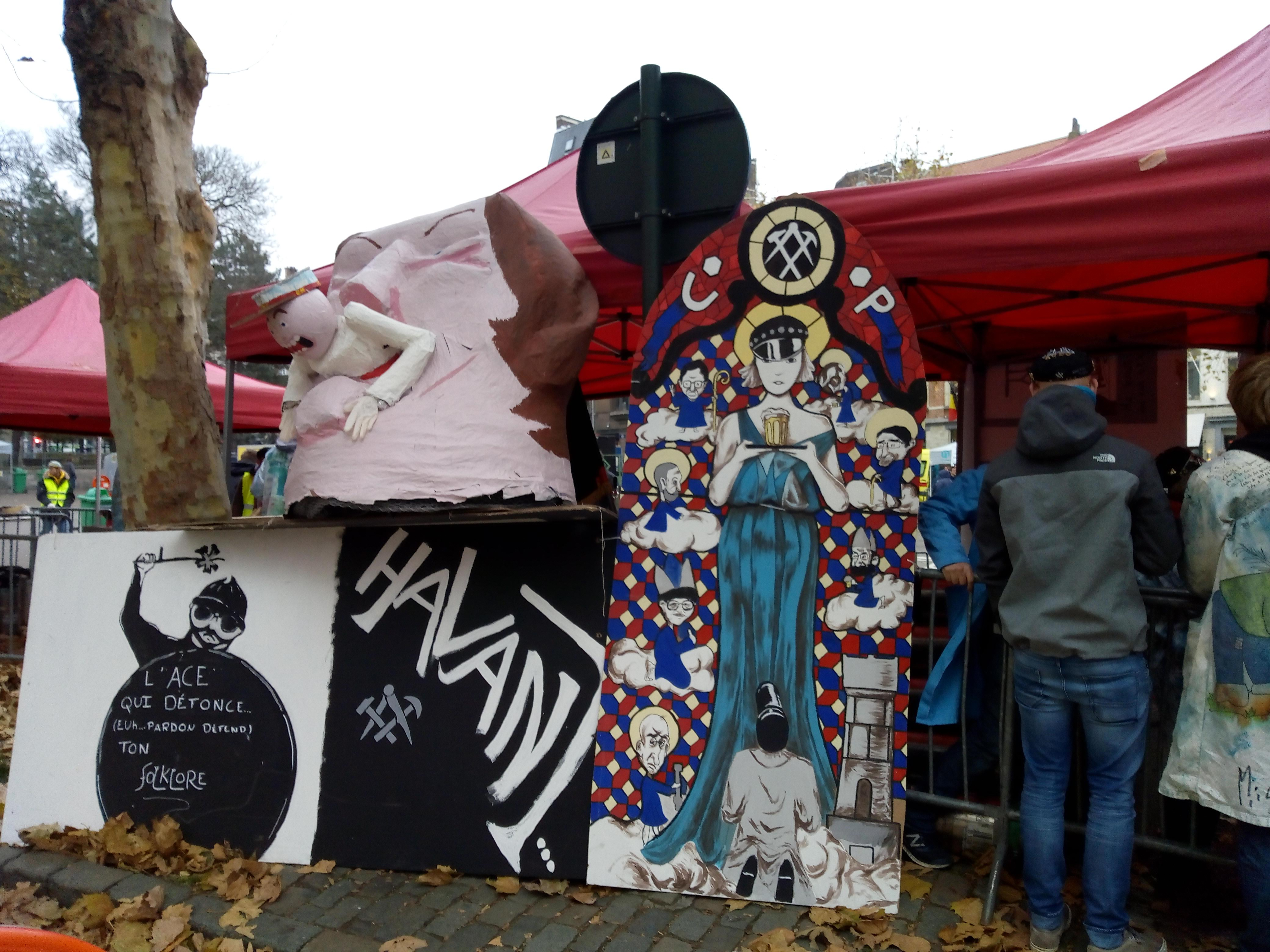
Kunstwerken op de Zavel in 2018

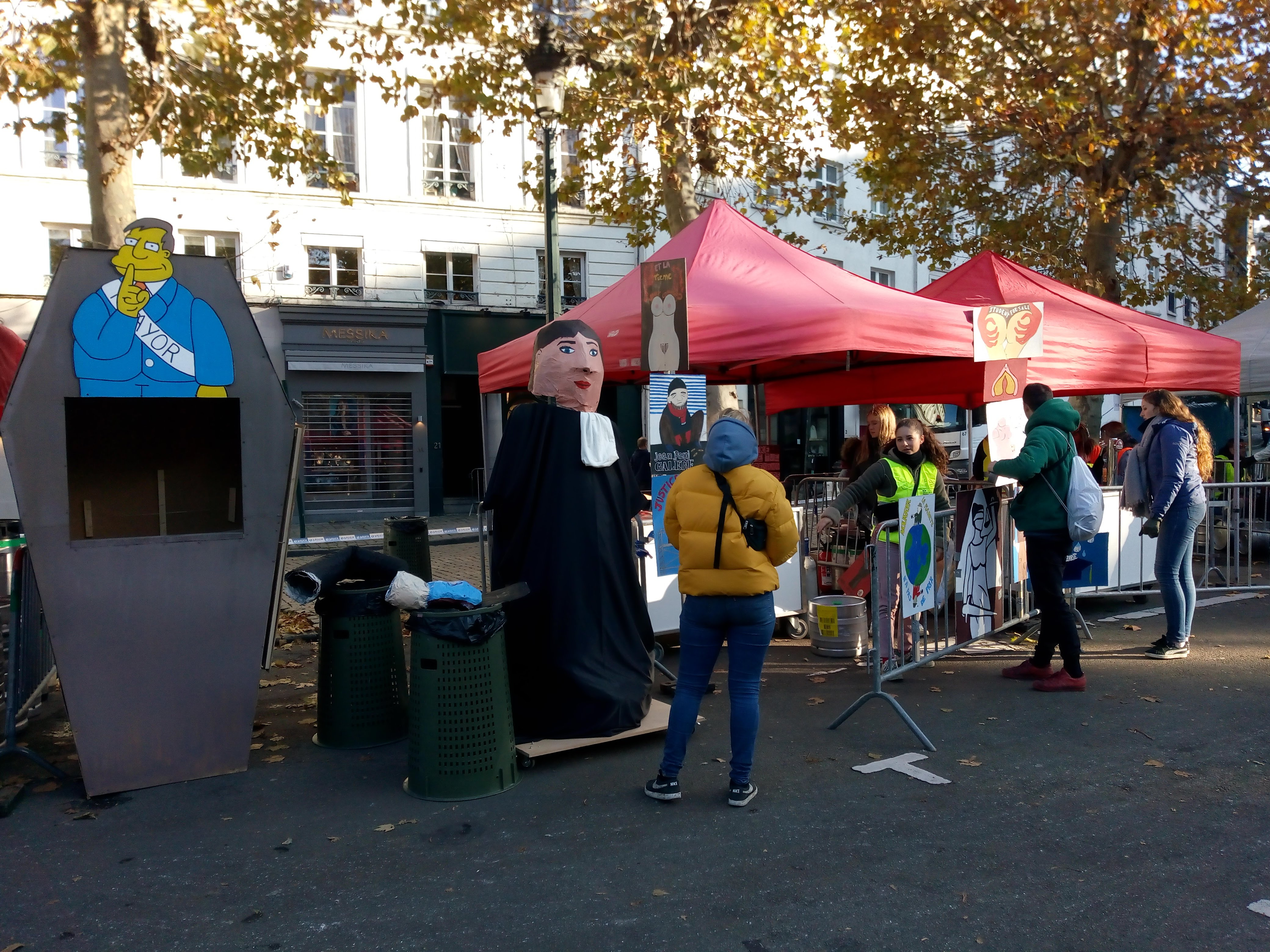
Het feestdorp voor de festiviteiten, 2019

Het studentikoze gedeelte van Sint-Verhaegen vormt de kern van de viering, waar ieder jaar duizenden studenten op afkomen. De festiviteiten beginnen vanaf de middag op de Grote Zavel (sommige studenten trekken eerst nog te voet van de universiteitsgebouwen in Elsene naar het stadscentrum in de ‘Marche des étudiants’) waar een groot feestdorp opgesteld staat.
Dit deel van de festiviteiten wordt maanden van tevoren georganiseerd en in goede banen geleid door studenten van het BSG en het ACE, doorgaans in samenwerking met de studentenverenigingen aan beide universiteiten en een extern evenementenbureau. Op de Zavel hebben de meeste verenigingen een eigen standje dat ze versieren met kunstwerken in het teken van het jaarlijkse thema. Deze kunstwerken werden vroeger gebruikt om de praalwagens mee te versieren. Een jury komt de decoraties beoordelen en reikt ieder jaar prijzen uit voor de mooiste creaties. Vanuit de standjes wordt bier verkocht aan de aanwezige leden van iedere vereniging. Het gebeurt regelmatig dat facultaire verenigingen van de ULB en de VUB zij aan zij een standje uitbaten, waardoor Nederlandstalige en Franstalige studenten zich onderling vermengen.
In het midden van het plein staat een podium van waaruit muziek wordt gespeeld, verspreid over de zavel bevinden zich vaak ook enkele fanfares. De festiviteiten op de Zavel lopen meestal af om vier uur, waarna de stoet begint. Onmiddellijk hierna wordt het feestdorp opnieuw opgeruimd.

### De stoet

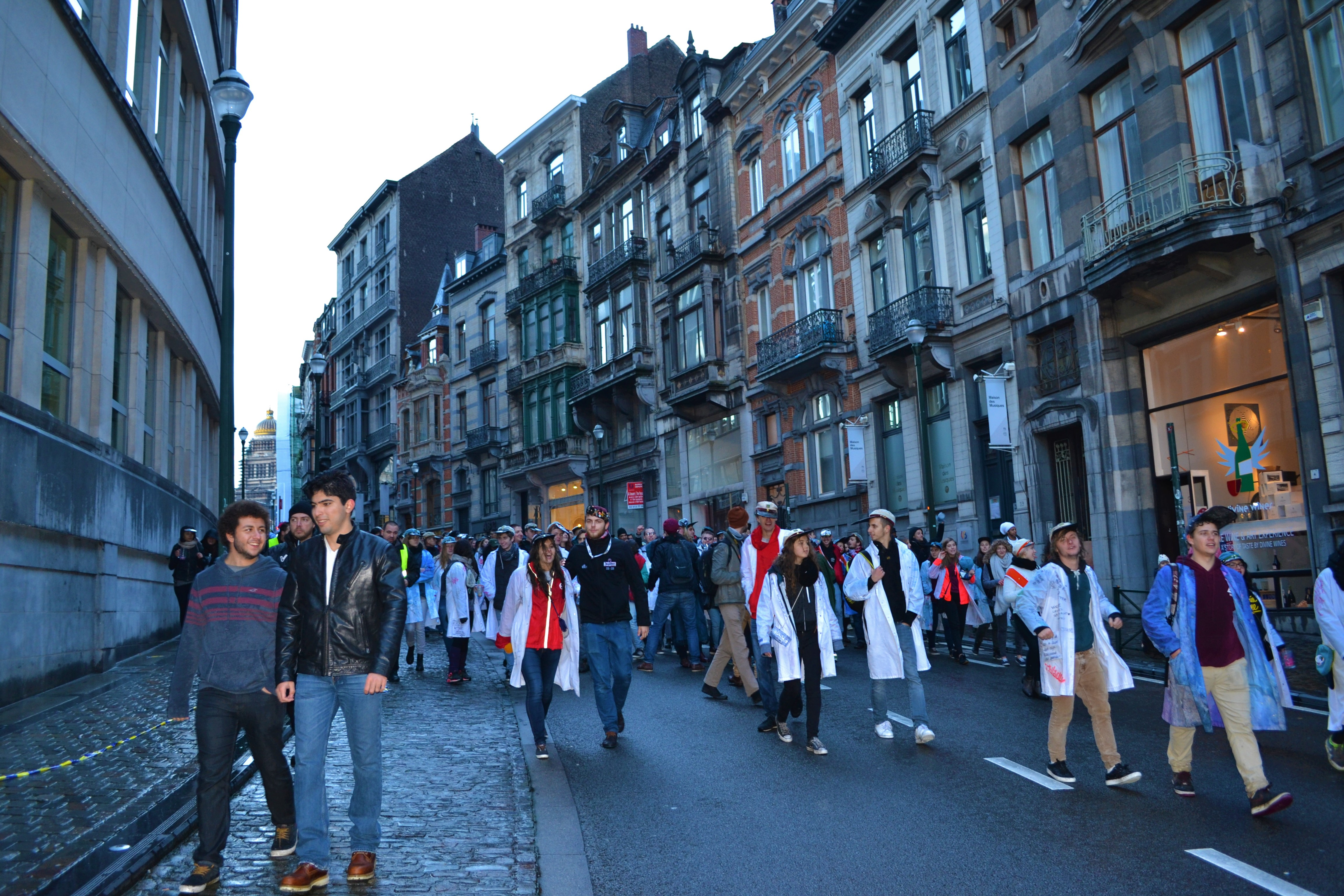
De stoet, 2016

De studentenstoet maakt al sinds de eerste editie van Sint-Verhaegen onlosmakelijk deel uit van de festiviteiten. Aanvankelijk vonden er meerdere optochten plaats verspreid over de dag, gaandeweg evolueerde dit tot één stoet met een min of meer vast begin- en eindpunt.
tot 2014 werd de stoet begeleid door versierde praalwagens van waaruit bier werd en muziek werd gespeeld. Hoewel deze vrachtwagens na 2015 verboden werden deden pick-up trucks met DJ’s en muziekinstallaties gaandeweg hun intrede in de optocht.
Het eindpunt van de stoet lag de laatste decennia het vaakst aan de Beurs van Brussel waar de studenten zich verzamelen en traditionele liederen zingen, alvorens af te druipen naar de verschillende cafés in de buurt.

### Manneken Pis

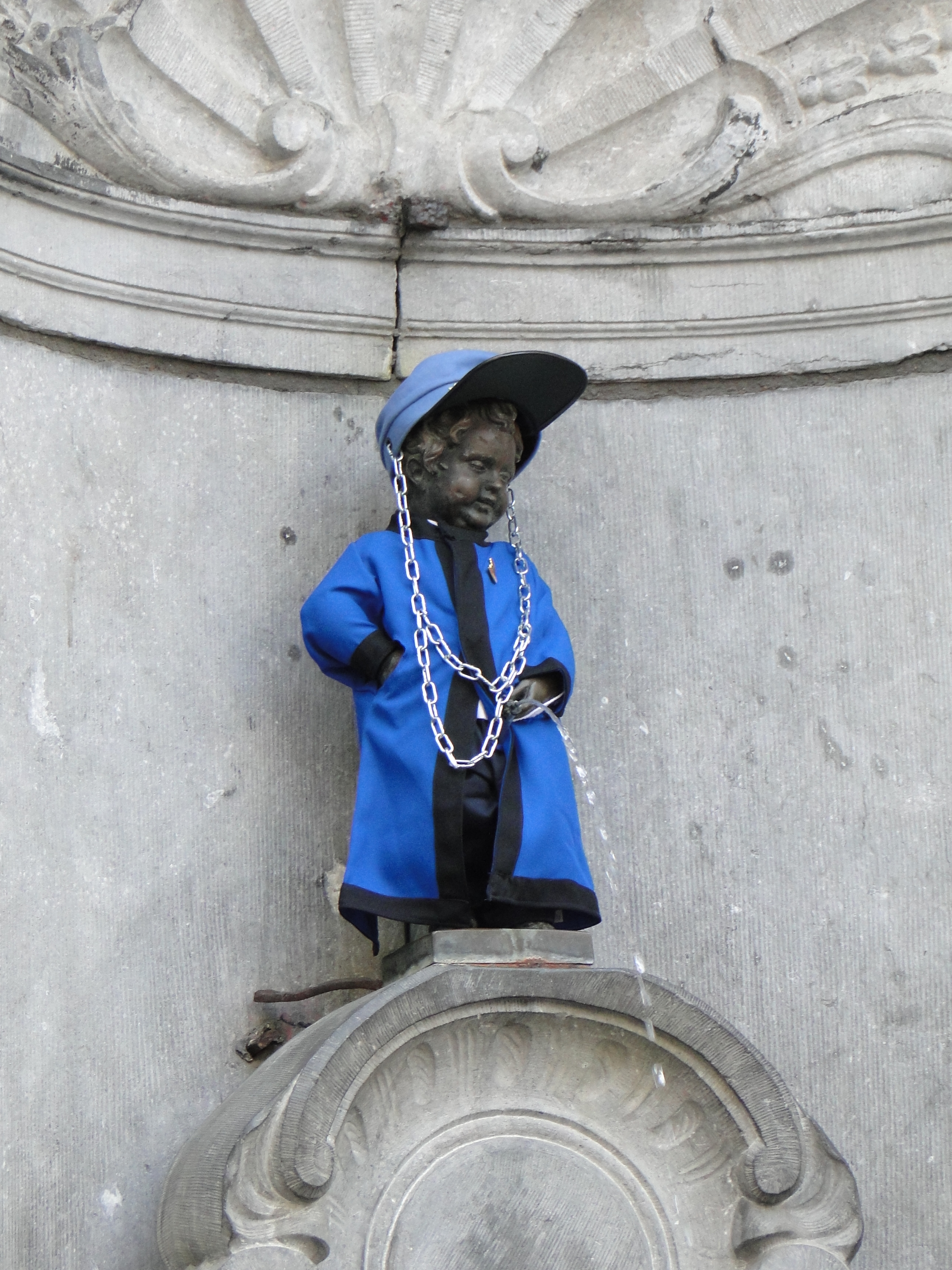
Manneken Pis in studentenuitrusting

Ter ere van Sint-Verhaegen wordt op 20 november van 9 tot 16 uur ook Manneken Pis in typisch-Brusselse studenten plunje uitgedost. Daarbij krijgt het beeldje een ‘klak’ en labojas aangemeten door de Orde der Vrienden van Manneken Pis. Deze traditie dateert al van 1923, en lange tijd hielden studenten tijdens de stoet even halt om het beeldje te groeten.

## Controverse

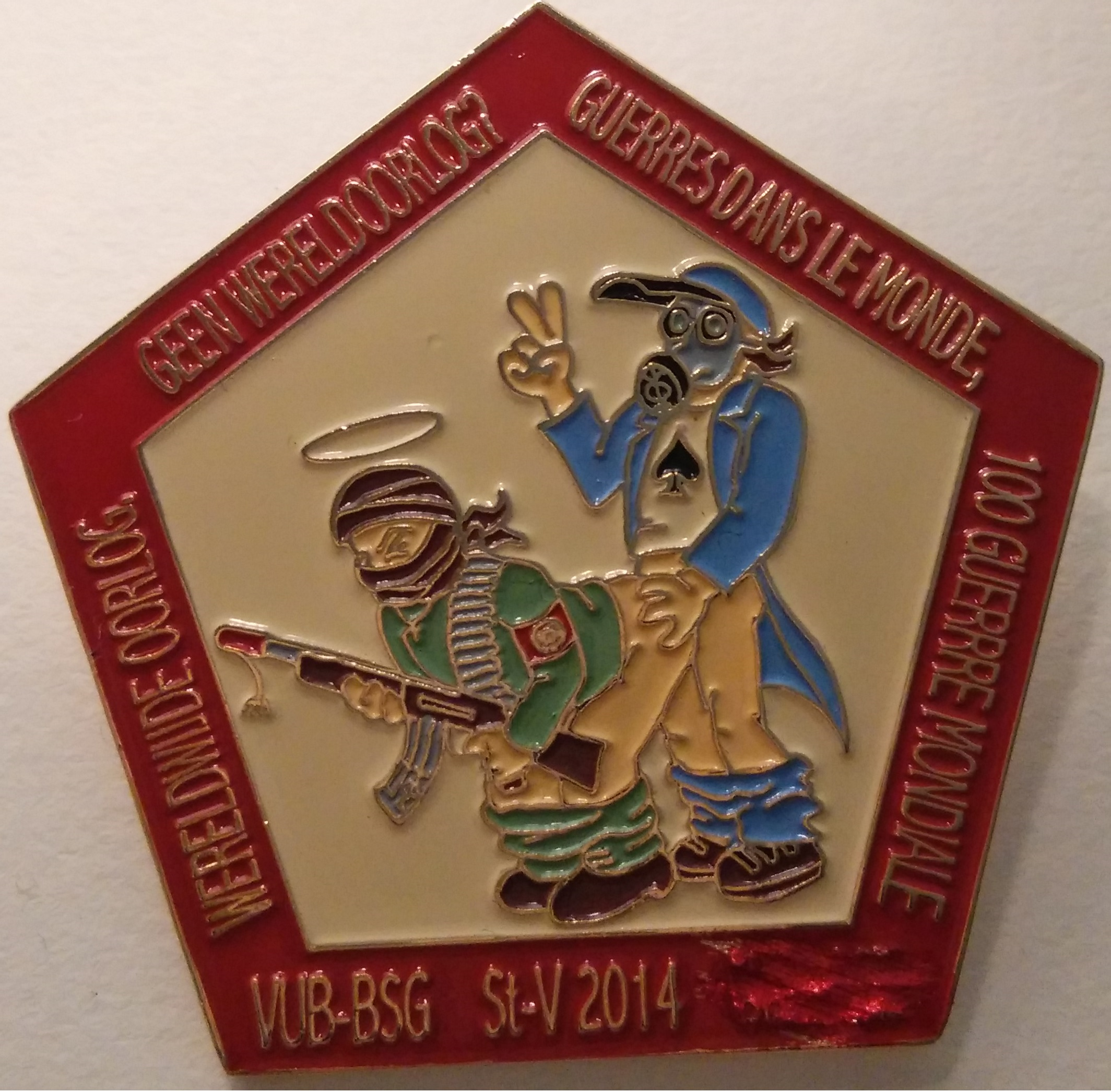
Gecensureerde Medaille uit 2014. Hoewel de ontwerpen van de medailles vaak expliciet ging deze tekening voor academische overheden van de ULB te ver, en werd de verwijzing naar de universiteit op iedere medaille weggevijld.

### Afgelaste edities
Sint-Verhaegen vindt in principe jaarlijks plaats, maar doorheen de jaren zijn er door omstandigheden enkele edities weggevallen. Sinds de tweede wereldoorlog is St-Verhaegen slechts driemaal niet (officieel) doorgegaan:
- 1975

De editie van 1975 werd afgelast door de studenten zelf, uit onvrede voor de wet Humblet-De Croo die de financiering van het hoger onderwijs herzag. In plaats van de gebruikelijke vieringen en stoet hielden de studentenverenigingen een soort ‘rouwmars’ waarbij rij een doodskist naar de Zavel droegen.
- 2015

Zeventien dagen voor de festiviteiten van Sint-Verhaegen in 2015 van start zouden gaan werd Parijs getroffen door zware terroristische aanslagen. In navolging hiervan werd in Brussel de terreurdreiging verhoogd en kregen de organisatoren van Sint-Verhaegen te horen dat het evenement niet langer zou kunnen plaatsvinden. Een alternatieve locatie op de Heizel werd door de studenten afgewezen omdat hiermee de folklore en betekenis van het evenement verloren zou gaan. In plaats daarvan verzamelden op 20 november spontaan een paar honderd studenten op de Zavel om onder het thema ‘Ne touche pas à mon St-V’ (Nederlands: Raak niet aan mijn St-V) een ‘illegale’ editie te vieren. Deze actie werd uiteindelijk toegestaan door de verzamelde ordediensten.
- 2020

Op 16 oktober 2020 maakten organisatoren BSG en ACE bekend dat de Sint-Verhaegenfestiviteiten van 2020 niet zouden doorgaan ten gevolge van de Covid-19 crisis. In de plaats daarvan werd een online-evenement georganiseerd waarbij geld werd ingezameld voor goede doelen. In tegenstelling tot in 2015 vond ditmaal geen grote spontane bijeenkomst plaats op de Zavel.
- 2021

Op 12 oktober 2021 maakten de organisatoren bekent dat Sint-Verhaegen door mocht gaan met een Covid Safe Ticket. De 12de november draaiden de VUB en ULB deze beslissing terug en werd aangekondigd dat de Sint-Verhaegenfestiviteiten van 2021 niet zouden doorgaan op 19 november 2021 maar op 18 maart 2022 ten gevolge van de stijgende Covid-19-gevallen. Op 19 november verzamelden studenten van verschillende Brusselse universiteiten en hogenscholen zich aan de Zavel uit protest tegen de beslissing van de universiteiten. Deze actie werd uiteindelijk toegestaan door de verzamelde ordediensten en werden vervolgens begeleid richting de Beurs.

### Ongevallen
Gedurende de lange geschiedenis van Sint-Verhaegen viel tot tweemaal toe een dodelijk slachtoffer te betreuren. Beide waren studenten die om het leven kwamen in ongevallen met vrachtwagens.
Op de terugweg van de Sint-Verhaegenvieringen in het centrum viel in 1967 de 18-jarige Daniël de Bosschere van de vrachtwagen die tientallen studenten richting de universiteit voerde. Hij kwam onder de wielen terecht en was op slag dood..
Op vrijdag 18 november 2011 werd de Sint-Verhaegenstoet zelf ontsierd door een tragisch ongeval, waarbij de 19-jarige Leuvense rechtenstudent Anthony Heureux stierf nadat hij werd overreden door een traditionele praalwagen. De student was naar Brussel gekomen om mee te feesten met bevriende VUB-studenten, waar hij omstreeks 18u30 ten val kwam en ondanks de beveiliging met het hoofd onder het achterwiel van de praalwagen terecht kwam. De festiviteiten werden hierop onmiddellijk stilgelegd. Het onderzoek wees uit dat het om een tragisch ongeval ging en uiteindelijk werd niemand vervolgd voor het voorval. De stoet werd hierna wel voorzien van extra beveiliging. Op 17 november 2016, een dag voor de vieringen, werd een herdenkingsplechtigheid gehouden op de plaats van overlijden.